# Тиллман, Ксавьер
Ксавье́р Ти́ллман старший (англ. Xavier Tillman Sr.; род. 12 января 1999 года в Гранд-Рапидс, штат Мичиган, США) — американский профессиональный баскетболист, выступающий в Национальной баскетбольной ассоциации за команду «Бостон Селтикс». Играет на позиции тяжёлого форварда и центрового. На студенческом уровне выступал за команду университета штата Мичиган «Мичиган Стэйт Спартанс». На драфте НБА 2020 года он был выбран под тридцать пятым номером командой «Сакраменто Кингз» и обменян в «Мемфис Гриззлис».

## Ранние годы и средняя школа
Тиллман родился в Гранд-Рапидс, Мичиган. В детстве увлекался бейсболом, футболом, американским футболом и баскетболом..
В первом году в центральной школе Форест-Хиллс Тиллман набирал в среднем 13,8 очков, 7 подборов и 4,2 блока за игру. Во втором году он набирал в среднем 15,5 очков и 9,7 подборов за игру. Летом 2015 года Тиллман объявил, что он переходит в христианскую школу Гранд-Рапидс. Это решение вызвало правовой спор между родителями Ксавьера, так как отец был за переход, а мать — против. В августе отклонили его апелляцию о немедленном праве на участии в играх, в результате чего Тиллман смог сыграть за свою новую школу только во втором семестре. В своём третьем сезоне он набирал в среднем 16 очков, 10,4 подборов и 2,9 передач за игру, попадая 62% бросков с игры. В четвёртом году Тиллман набирал 13,9 очков, 10,9 подборов, 5,2 передач и 4,2 блока за игру.
30 сентября 2016 года Тиллман сообщил о том, что будет игран за университета штата Мичиган, предпочтя его университетам Маркетт и Пердью.

## Карьера в колледже
10 ноября 2017 года Тиллман дебютировал за Мичиган Стэйт, набрав 4 очка и 3 подбора в победе над Северной Флоридой со счётом 98—66. В 35 играх первого сезона он набирал в среднем 2,8 очка, 2,6 подбора и 0,7 блока за игру. В течение своего первого сезона Тиллман похудел со 125 кг до 113, чтобы улучшить свою физическую форму.
В своей третьей игре на втором курсе он собрал свой первый дабл-дабл, набрав 11 очков и 13 подборов в победе над Луизианой-Монро со счётом 80—59. 21 января 2019 года Тиллман набрал 10 очков и 5 блоков, установив личный рекорд по блокам. По итогам регулярного сезона Тиллман был назван лучшим шестым игроком конференции Big Ten. 31 марта в раунде «Elite Eight» турнира NCAA 2019 года он набрал 19 очков и 9 подборов, что помогло его команде победить первую сеянную команду турнира Дьюк со счётом 68—67.
18 ноября 2019 года Тиллман набрал 21 очко и 10 подборов в победе над Южным Чарльстоном со счётом 94—46. 5 января 2020 года он набрал 20 очков, 11 подборов и 6 блоков в победе над Мичиганом 87—69. 11 февраля Тиллман набрал 17 очков и 11 подборов и сделал победный данк в победе над Иллинойсом со счётом 70—69. 3 марта он набрал 23 очка и 15 подборов в победе над Пенн Стэйт со счётом 79—71. По окончании регулярного сезона Тиллман попал во вторую команду конференции Big Ten и получил приз лучшему оборонительному игроку года конференции Big Ten. В третьем сезоне он набирал в среднем 13,7 очка, 10,4 подбора, 3,0 передачи и 2,1 блока за игру. После сезона Тиллман объявил о выставлении своей кандидатуры на драфт НБА 2020 года.

## Профессиональная карьера

### Мемфис Гриззлис (2020—2024)
Тиллман был выбран под 35-м номером на драфте НБА 2020 года командой «Сакраменто Кингз», после чего был обменян в «Мемфис Гриззлис» на Роберта Вударда и выбор во втором раунде драфта 2022 года. 28 ноября 2020 года подписал с Мемфисом контракт новичка, рассчитанный на 4 года. 3 января 2021 года дебютировал в НБА, выйдя со скамейки запасных, и набрал 6 очков и 6 подборов за 17 минут в поражении от «Лос-Анджелес Лейкерс» со счётом 94—108. 18 января 2021 года Тиллман впервые вышел в стартовом составе команды НБА и набрал 12 очков, 6 подборов, 1 передачу и 2 перехвата за 29 минут в победе над «Финикс Санз» со счётом 108—104.

### Бостон Селтикс (2024—настоящее время)
7 февраля 2024 года Тиллман был обменян в «Бостон Селтикс» на Ламара Стивенса и два выбора второго раунда драфта, что помогло «Селтикс» выиграть финал НБА 2024 года. 2 июля 2024 года он переподписал контракт с «Селтикс».

## Личная жизнь
Тиллман — сын Тани Пауэлл-Мей, бывшей баскетболистки Мичиганского университета, лидера университета по подборам. Родители Тиллмана развелись в 2010 году.
У Тиллмана есть три старших брата — Ар Джей, Бен и Паркер, и младшая сестра Медисин.
У Тиллмана есть жена — Тамиа Тиллман. У них есть дочь Аянна, родившаяся в декабре 2016 года, и сын Ксавьер младший, родившийся 17 февраля 2020 года.

## Статистика

### Статистика в НБА
| Сезон                                                                                    | Команда | Регулярный сезон | Регулярный сезон | Регулярный сезон | Регулярный сезон | Регулярный сезон | Регулярный сезон | Регулярный сезон | Регулярный сезон | Регулярный сезон | Регулярный сезон | Регулярный сезон | Серия плей-офф | Серия плей-офф | Серия плей-офф | Серия плей-офф | Серия плей-офф | Серия плей-офф | Серия плей-офф | Серия плей-офф | Серия плей-офф | Серия плей-офф | Серия плей-офф |
| Сезон                                                                                    | Команда | GP               | GS               | MPG              | FG%              | 3P%              | FT%              | RPG              | APG              | SPG              | BPG              | PPG              | GP             | GS             | MPG            | FG%            | 3P%            | FT%            | RPG            | APG            | SPG            | BPG            | PPG            |
| ---------------------------------------------------------------------------------------- | ------- | ---------------- | ---------------- | ---------------- | ---------------- | ---------------- | ---------------- | ---------------- | ---------------- | ---------------- | ---------------- | ---------------- | -------------- | -------------- | -------------- | -------------- | -------------- | -------------- | -------------- | -------------- | -------------- | -------------- | -------------- |
| 2020/21                                                                                  | Мемфис  | 59               | 12               | 18,4             | 55,9             | 33,8             | 64,2             | 4,3              | 1,3              | 0,7              | 0,6              | 6,6              | 3              | 0              | 6,0            | 20,0           | 0,0            | -              | 1,0            | 0,3            | 0,3            | 0,0            | 0,7            |
| 2021/22                                                                                  | Мемфис  | 53               | 2                | 13,2             | 45,4             | 20,4             | 64,8             | 3,0              | 1,2              | 0,9              | 0,3              | 4,8              | 9              | 6              | 15,4           | 72,0           | 50,0           | 50,0           | 3,3            | 0,7            | 0,7            | 0,1            | 4,4            |
| 2022/23                                                                                  | Мемфис  | 61               | 29               | 19,3             | 61,4             | 26,7             | 55,1             | 5,0              | 1,6              | 1,0              | 0,5              | 7,0              | 6              | 6              | 30,5           | 53,3           | 25,0           | 60,0           | 8,0            | 3,2            | 0,7            | 0,7            | 8,7            |
| 2023/24                                                                                  | Мемфис  | 34               | 13               | 20,6             | 40,8             | 22,6             | 41,9             | 4,6              | 1,7              | 1,2              | 1,0              | 6,0              | Не участвовал  | Не участвовал  | Не участвовал  | Не участвовал  | Не участвовал  | Не участвовал  | Не участвовал  | Не участвовал  | Не участвовал  | Не участвовал  | Не участвовал  |
| 2023/24                                                                                  | Бостон  | 20               | 2                | 13,7             | 51,5             | 28,6             | 57,1             | 2,7              | 1,0              | 0,5              | 0,5              | 4,0              | 8              | 0              | 8,6            | 62,5           | 100,0          | 100,0          | 1,8            | 0,4            | 0,4            | 0,4            | 1,5            |
| 2024/25                                                                                  | Бостон  | 33               | 2                | 7,0              | 24,5             | 15,6             | 75,0             | 1,3              | 0,2              | 0,3              | 0,2              | 1,0              | 1              | 0              | 8,0            | 25,0           | 0,0            | -              | 3,0            | 0,0            | 0,0            | 0,0            | 2,0            |
|                                                                                          | Всего   | 260              | 60               | 16,0             | 50,9             | 25,2             | 57,7             | 3,8              | 1,2              | 0,8              | 0,5              | 5,3              | 27             | 12             | 15,4           | 56,3           | 30,0           | 58,3           | 3,6            | 1,1            | 0,5            | 0,3            | 4,0            |
| Наведите курсор мыши на аббревиатуры в заголовке таблицы, чтобы прочесть их расшифровку. |         |                  |                  |                  |                  |                  |                  |                  |                  |                  |                  |                  |                |                |                |                |                |                |                |                |                |                |                |

### Статистика в Джи-Лиге
| Сезон                                                                                    | Команда      | Регулярный сезон | Регулярный сезон | Регулярный сезон | Регулярный сезон | Регулярный сезон | Регулярный сезон | Регулярный сезон | Регулярный сезон | Регулярный сезон | Регулярный сезон | Регулярный сезон | Серия плей-офф | Серия плей-офф | Серия плей-офф | Серия плей-офф | Серия плей-офф | Серия плей-офф | Серия плей-офф | Серия плей-офф | Серия плей-офф | Серия плей-офф | Серия плей-офф |
| Сезон                                                                                    | Команда      | GP               | GS               | MPG              | FG%              | 3P%              | FT%              | RPG              | APG              | SPG              | BPG              | PPG              | GP             | GS             | MPG            | FG%            | 3P%            | FT%            | RPG            | APG            | SPG            | BPG            | PPG            |
| ---------------------------------------------------------------------------------------- | ------------ | ---------------- | ---------------- | ---------------- | ---------------- | ---------------- | ---------------- | ---------------- | ---------------- | ---------------- | ---------------- | ---------------- | -------------- | -------------- | -------------- | -------------- | -------------- | -------------- | -------------- | -------------- | -------------- | -------------- | -------------- |
| 2022/23                                                                                  | Мемфис Хастл | 5                | 5                | 31,8             | 52,3             | 14,3             | 70,0             | 9,0              | 3,8              | 1,4              | 1,0              | 17,8             | Не участвовал  | Не участвовал  | Не участвовал  | Не участвовал  | Не участвовал  | Не участвовал  | Не участвовал  | Не участвовал  | Не участвовал  | Не участвовал  | Не участвовал  |
|                                                                                          | Всего        | 5                | 5                | 31,8             | 52,3             | 14,3             | 70,0             | 9,0              | 3,8              | 1,4              | 1,0              | 17,8             | Не участвовал  | Не участвовал  | Не участвовал  | Не участвовал  | Не участвовал  | Не участвовал  | Не участвовал  | Не участвовал  | Не участвовал  | Не участвовал  | Не участвовал  |
| Наведите курсор мыши на аббревиатуры в заголовке таблицы, чтобы прочесть их расшифровку. |              |                  |                  |                  |                  |                  |                  |                  |                  |                  |                  |                  |                |                |                |                |                |                |                |                |                |                |                |

### Статистика в NCAA
| Сезон | Команда       | Conf    | Class | GP  | GS | MPG  | FG%  | 3P%  | FT%  | RPG  | APG | SPG | BPG | PPG  |
| --- | ------------- | ------- | ----- | --- | -- | ---- | ---- | ---- | ---- | ---- | --- | --- | --- | ---- |
| 2017/18 | Мичиган Стэйт | Big Ten | FR    | 35  | 0  | 8,7  | 65,0 | -    | 65,6 | 2,6  | 0,3 | 0,3 | 0,7 | 2,8  |
| 2018/19 | Мичиган Стэйт | Big Ten | SO    | 39  | 14 | 24,0 | 60,5 | 29,6 | 73,2 | 7,3  | 1,6 | 0,9 | 1,7 | 10,0 |
| 2019/20 | Мичиган Стэйт | Big Ten | JR    | 31  | 31 | 32,1 | 55,0 | 26,0 | 66,7 | 10,3 | 3,0 | 1,2 | 2,1 | 13,7 |
| Всего | Всего         | Всего   | Всего | 105 | 45 | 21,3 | 58,2 | 27,3 | 69,5 | 6,6  | 1,6 | 0,8 | 1,5 | 8,7  |
| Наведите курсор мыши на аббревиатуры в заголовке таблицы, чтобы прочесть их расшифровку Статистика приведена с сайта sports-reference.com |               |         |       |     |    |      |      |      |      |      |     |     |     |      |